# La Ferté-Gaucher
La Ferté-Gaucher è un comune francese di 4 337 abitanti situato nel dipartimento di Senna e Marna nella regione dell'Île-de-France.

## Società

### Evoluzione demografica
Abitanti censiti